# Kontaktdon

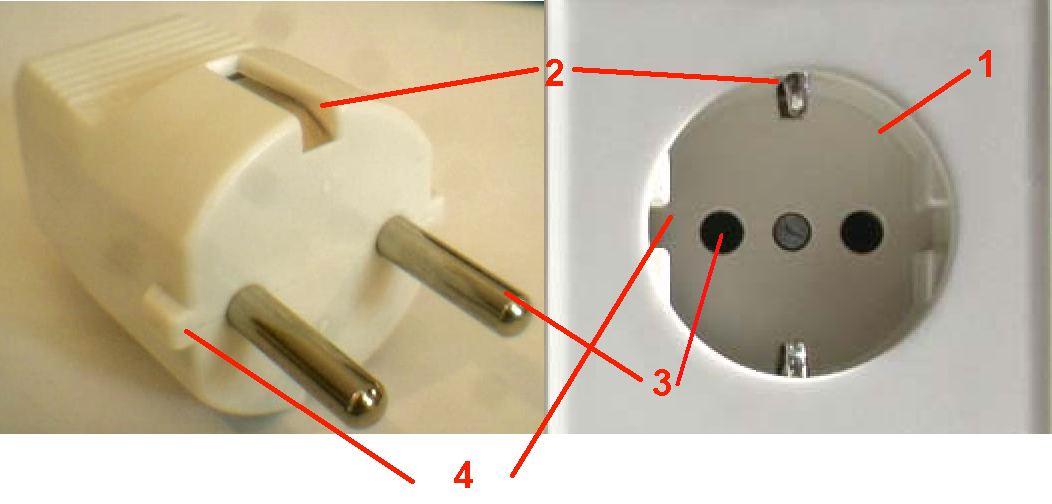
Två kontaktdon av model Schuko som passar ihop. Till vänster hankontaktdonet, stickproppen till en elektrisk apparat. Till höger honkontaktdonet, ett vanligt vägguttag.

Kontaktdon kallas den utrustning som sitter i änden av en elektrisk ledare och syftar till att underlätta ihopkoppling med andra ledare. De förekommer i två varianter, honkontaktdon och hankontaktdon.
Ett honkontaktdon (vägguttag, skarvuttag, jack, hylskontakt, uttag, female connector) är ett elektriskt kontaktdon med hål (hylsor) i, vilka är avsedda för att man ska sticka in ett motsvarande kontaktdon med stift i. Det är normalt endast stiftens/hylsornas utseende som avgör om det är hane eller hona, inte själva kontaktdonets utformning. Även om man sticker in själva kontaktdonet i ett hål, till exempel en bildskärmsanslutning, kan den vara en hona om det sitter stift i hålet och hylsor i den del man sticker in.
Ett hankontaktdon (stickpropp, male connector) är på motsvarande sätt ett kontaktdon med stift, avsedda att tryckas in i passande hylsor.
Exempel:
Ett vägguttag är ett honkontaktdon, stickproppen på sladden är ett hankontaktdon, telepluggen på hörtelefonerna är ett hankontaktdon, uttaget på datorn, bandspelaren etc är ett honkontaktdon.
Det förekommer även kontaktdon som innehåller både han- och hondelar, exempelvis vissa europeiska anslutningar till 230V-elnätet med jordanslutning som utstickande stift.

## Material
Elektriska kontakter är tillverkade av flera material, inklusive:
- Koppar
- Rostfritt stål
- Järn
- Aluminium
- Zink
- Värmekrympbara material såsom termoplaster